# Четиньова могила (Старосел)
Вижте пояснителната страница за други значения на Тракийски култов комплекс.
Тракийската гробница под Четиньова могила край село Старосел,  е археологически обект, най-голямата подобна структура в Тракия и региона, построена в средата на IV в. пр. Хр. за тракийски владетел, вероятно от семейството на Котис I. Тя е част, заедно с други гробници в околностите, от могилен некропол, разположен в южните склонове на Средна гора.
Разкопана е през 2000 г. от Георги Китов, който счита Четиньова могила за „култов комплекс“. Паметникът е отворен за посетители и е сред Стоте национални туристически обекта.

## Разположение и география
Гробницата и околните могили, някои от които също покриват гробници, се намират в централната част на община Хисаря, под южните склонове на Същинска Средна гора. Средната надморска височина на района е 300 м. Релефът на района е формиран от меките склонове на Средна гора, която на юг постепенно преминава в Горнотракийската низина.

## Датиране
Могилата е издигната не по-късно от 359 г. пр. Хр., както показват монети на Филип ΙΙ Македонски, намерени в насипа. Гробницата е окончателно затворена, най-вероятно след последното погребение, през 350-те или 340-те години пр. Хр., както показват две амфори, намерени в преддверието, от двете страни на вратата към първото помещение. Тези археологическите находки (монети и амфори) дават датировка с най-голяма сигурност и най-висока резолюция.
Различни дати са предложени въз основа на стилистични наблюдения по архитектурата: края на V в. пр. Хр. според Китов  и края на ΙV – началото на III в. пр. Хр. според Тотко Стоянов и Даниела Стоянова. Тези дати обаче не са подкрепени с точни измервания и конкретни паралели и все още не е публикувано подробно архитектурно заснемане на гробницата.

## Описание и особености
Под Четиньова могила, висока 20 м и с диаметър 85 м., е открита най-голямата тракийска гробница. Впечатлява внушителната ограда (крепида) от каменни блокове, която опасва цялата могила с обиколка от 241 м. и играе роля на крепостна стена. В югоизточната част е оформен импозантен вход, от който започва монументално стълбище, което води до площадка. Вляво и дясно от площадката започват две стълбища, като начало и край на алея, която е обикаляла могилата.
Входът е очертан от плочи с пластична и цветна украса и е бил фланкиран от пиедестали с лъвове, от които са открити само три лапи. По всичко изглежда, че на входа е имало фронтон, части от който са намерени по време на разкопките – антефикс с изображение на полупалмета, стилизирано боядисано в бяло слънце.
Фасадата е от зеленикав вулканичен туф и през нея се влиза в правоъгълно помещение с полуцилиндричен свод, втората – еднокрила и след преминаването и се стига до същинската, кръгла камера с купол. Вратите на камерата имат пластична украса, която е била оцветена допълнително. Вътрешното помещение е огромна (диам. 4,80 м) кръгла куполна камера с полуколони и цветни орнаменти.
От северната страна на могилата се намира вкопана скална вана или цистерна. Тя е с елипсовидна основа и плътна замазка. При разкопките вътре са намерени съдове за пиене на вино и цедилки.
На 30 м южно от куполната сграда е открит „кенотаф“ – празен гроб, а около него в три отделни ями – отделни останки от човешко тяло и богати дарове – златен пръстен, съдове, конска амуниция, въоръжение.

## Интерпретации
Гробницата е принадлежала на тракийско владетелско семейство с големи възможности, най-вероятно, според Чавдар Цочев, това на цар Котис I, предвид нейната датировка, местонахождение и внушителна архитектура. Стилът на паметника, неговият амбициозен план и техническо изпълнение, както и липсата на прецеденти на такава архитектура в Тракия подсказват, че поръчителят му вероятно е наел архитекти от Гърция.
Според една група изследователи, паметникът под Четиньова могила може да се интерпретира не само като гробница, а и като „култов комплекс“. Според тях структурата е била използвана дълго време. Проучвателят Георги Китов описва Четиньова могила като „храм“, „мавзолей“ и „хероон“. Той предполага, че храмът е бил с орфическо-доктринален характер – в светилището покойният доктринален владетел – син на боговете – се превъплъщава в антроподемон. Тази хипотеза се потвърждава и от дълготрайната употреба на храма и извършваните пред него обреди в култовите ями. Траките от племето на одрисите (към чиито владения принадлежи култовата постройка) почитат Великата богиня-майка, която е отъждествявана с планината и съответно със скалата. Натрупването на могили възпроизвежда планината и утробата на богинята-майка. Освен нея е почитан и нейният син (Слънцебога), който е владетелят у траките – играещ ролята на медиатор – връзката между хората и боговете.
Според Валерия Фол Четиньова могила вероятно е представлявала и свещено място за извършване и на друг тип обредност, не само инициационна и мистериално-обредна, но и космогонична, следвана по слънчевия календар. Тя подчертава, че са необходими още проучвания, за да бъде убедително доказана тази хипотеза. Фол аргументира становището си с факта, че свещеното пространство в непосредствена близост до храма е строго йерархизирано – свещената територия извън оградата със скални олтари и жертвени ями пред входа, могила, монументална стълба, площадка в средата на пътя към фасадата с входа към подмогилните помещения, коридор, правоъгълно помещение и кръгло помещение. Установената последователност включва седем йерархични степени, които могат да бъдат достигнати чрез стремително изкачване нагоре и самото влизане в храма изисква тези степени да бъдат преодолени, за да се получи видението за създадения Космос. От друга страна, Фол разглежда подмогилното съоръжение като храм-пещера – равнозначно на пещера-утроба на Великата богиня-майка, в което се визуализира и свещеният брак, за да се постигне познание, което да позволи заклеването на Хермес. Когато мъртвият владетел бъде внесен в храма-утроба, той преминава в десетата степен на безсмъртие, означена с десетте псевдо колони в кръглото помещение – така това преминаване може да се мисли като връщане в пещерата-утроба на Великата богиня-майка, чийто доктринален син е мъртвият владетел.

## Околности
През късната Желязна епоха в околностите на Старосел е разположен селищен микрорайон, чиято приблизителна площ е 30 кв. км, а границите му са очертани от концентрацията на археологически паметници. На запад той граничи от масива на Панина могила до Маньов дол; на север – връх Калето и местността „Каменица“; на юг – Гарванов камък и Рошавата могила; на изток – долината на река Кошовица. Археологическите находки свидетелстват за древни поселения отпреди 7 – 8 хилядолетия.
В района около Старосел и съседните села има още девет могили с подмогилни съоръжения с уникални архитектурни елементи и цветна украса. Могилите са проучени и консервирани, но не са отворени за посещения. Районът също така е наситен с мегалитни светилища, сред които тези при върховете Алексица, Кози грамади, Сборови грамади, Гарванов камък; светилищата край село Паничери – местност Марков/и камък/ни и много други древни свети места.
Анализът на разкритата архитектура в пределите на укрепените обекти и могилните насипи доказва, че през ІV век пр. Хр. районът около днешното село Старосел не е бил само парадинастична област, а безспорно царска. Освен Четиньова могила тук се намират други значими храмове, разположени в една наситена културна среда, както и най-добре запазеният укрепен резиденциален обект Кози грамади. Това недвусмислено показва, че в Средна гора строежите са били възможни със средствата на силен владетел.
Според археолозите Иван Христов и Георги Китов районът около Старосел в древността с много голяма сигурност е представлявал огромен религиозен комплекс. Христов поддържа хипотезата, че подмогилният храм при Маньов дол, заедно с останалите описани и частично проучени археологически обекти при Четиньова могила, Рошавата могила, Маньов дол, Елешнишка могила (Недкова могила), античният храм Вълчия зъб повтарят очертанията на съзвездието Голямата мечка. В древността към светилищата и храмовете са се стичали хиляди поклонници, които са извървявали т.нар. „свещен път“, маркиран чрез храмовете по линията, по която са подредени звездите в Голямата мечка.
При проучванията на Четиньова могила екипът на Иван Христов открива кладата, в която са жертвопринасяли за богинята Хестия, покровителка на домашното огнище. Христов предполага, че тя е била почитана като закрилница на Одриската владетелска династия. Датировката на фрагменти от находки в кладата, извършена в лаборатория в Хайделберг, доказва времето, през което тази клада е ползвана – 342 – 341 г. пр. Хр. Откривайки царската резиденция на връх Кози грамади, само на 20 km от Маньов дол, Иван Христов предполага, че тези обекти са свързани с одриския владетел Амадок II.

## Опазване и консервация
В началото на 2015 г. възниква аварийна ситуация при крепидата на подмогилното съоръжение при Четиньова могила, която започва да се измества под натиска от постоянно действащо свлачище, активирано от обилните валежи през ранната пролет. В резултат на това Министерството на културата извършва експертиза за състоянието на обекта и осигурява спешно финансиране в размер на 360 000 лева за трайното му опазване.
През лятото на 2015 г. е стартиран проект за аварийното укрепване на подмогилното съоръжение при Четиньова могила. Изградена е стоманобетонова черупка с дебелина 0,25 m над купола на съоръжението, с хидроизолация, и е възстановен могилният насип.

## Галерия
- Входът към преддверието
- Оловни скоби, свързващи каменните блокове
- Първият коридор
- Входът към главната зала
- Оцветявания в главната зала